# Palila de Laysan
La palila de Laysan (Telespiza cantans) és una espècie d'ocell de la família Fringillidae i del gènere Telespiza. És endèmica de Hawaii, més concretament de l'illa de Laysan, encara que ha estat introduïda en alguns petits atolons de les Illes de Sotavent amb diferent èxit, i encara mantenint petites poblacions en l'atoló Pearl i Hermes.